# Токсикодендрон лаконосный
Токсикоде́ндрон лаконо́сный, или Ла́ковое де́рево (лат. Toxicodendron vernicifluum), — вид древесных растений семейства Сумаховые, вид рода Токсикодендрон.
Ранее растение включали в род Сумах и его правильным название считалось Rhus verniciflua (сумах лаконосный).

## Распространение
Естественный ареал вида — Китай, Индия, Непал, Пакистан; здесь он встречается в горах и на холмах на высоте обычно до 800 метров над уровнем моря, но иногда встречаясь до высоте 2800 метров над уровнем моря. Культивируется в Японии и на Корейском полуострове.

## Биологическое описание
Дерево высотой до 20 м. Листья сложные непарноперистые с 7—19 листочками (чаще их 11—13). Цветки мелкие желтовато-белые, собранные в метёлки. Плод — костянка. Сок дерева токсичен, вызывает аллергический контактный дерматит, в том числе и при контакте с парами.

## Использование
При надрезе коры дерево выделяет серый густой ядовитый сок, содержащий аллерген урушиол (C14H18O2) — вещество, вызывающее индуцированную аллергическую реакцию (то есть возникающую без участия белков-аллергенов). На воздухе последний мгновенно полимеризируется под воздействием кислорода. Образованная смола растворима в спирте и других органических растворителях: после растворения и переработки из неё получают так называемый «японский чёрный лак». В плодах содержится около 25 % жирного масла, которое применяется в традиционной китайской медицине.
Из сока этого дерева компания «Pilot» в 1925 году создала уникальные яркие и сильные чернила для своих ручек. По сравнению с обычными чернилами того времени, которые быстро обесцвечивались под воздействием ультрафиолетового излучения Солнца, новый состав был более стойким.
|                        |  |  |
| Листва лакового дерева |  |  |